# コンタクト・フロム・ジ・アンダーワールド・オブ・レッド・ボーイ
『コンタクト・フロム・ジ・アンダーワールド・オブ・レッド・ボーイ』（原題：Contact from the Underworld of Redboy）は、カナダのロック・ミュージシャン、ロビー・ロバートソンが1998年に発表したスタジオ・アルバム。ソロ・アルバムとしては通算4作目に当たる。

## 背景
前作『ネイティヴ・アメリカン』（1994年）に引き続き、アメリカ先住民の音楽を取り入れた内容だが、一方でハウィー・Bやマリウス・デ・ヴライスといったエレクトロニカ系のプロデューサーが参加した。ロバートソンはそのことに関して「最新の流行には興味ない。私にとっては、使えるツールを使って、本当にエモーショナルなレコードを作るってことなんだ。テクノロジーでもトレンドでもなく、『私を感動させてくれるか? 驚かせてくれるか? ゾクゾクさせてくれるか?』ってことだよ」と語っている。
「サウンド・イズ・フェイディング」におけるLeah Hicks-Manningのボーカルは、アメリカ議会図書館に残された1942年の録音をサンプリングしたものである。「コード・オブ・ハンサム・レイク」に参加したJoanne Shenandoahはオナイダ族（イロコイ連邦を構成する部族の一つ）の女性歌手で、ロバートソンは1997年、「彼女の美しいイロコイのチャントを聴けば、恍惚感が織り込まれるよ」とコメントしている。「サクリファイス」には、1976年以来殺人容疑で服役してきた活動家レナード・ペルティエからの電話の声が使用されており、ロバートソンはペルティエの有罪判決を不当とみなして「彼は生贄の子羊だったんだ」とコメントしている。「ストンプ・ダンス（ユニティ）」にはWALELAのメンバー3人（リタ・クーリッジ、プリシラ・クーリッジ、ローラ・サッターフィールド）が参加しており、ロバートソンとWALELAは2002年、ソルトレークシティオリンピックの開会式でこの曲を歌っている。

## 反響・評価
ノルウェーでは『ストーリーヴィル』（1991年）以来のアルバム・チャート入りを果たし、4週連続でトップ40入りして最高16位を記録。スウェーデンのアルバム・チャートでは3週連続でトップ50入りして最高45位を記録した。アメリカのBillboard 200では119位に達した。
ジュノー賞では年間最優秀アボリジナル・レコーディング賞を受賞した。

## 収録曲
1. サウンド・イズ・フェイディング "The Sound Is Fading" (Traditional) – 5:01
  - フィーチャリング：Leah Hicks-Manning
2. コード・オブ・ハンサム・レイク "The Code of Handsome Lake" (Robbie Robertson) – 6:11
3. メイキング・ア・ノイズ "Making a Noise" (R. Robertson) – 5:13
4. アンバウンド "Unbound" (R. Robertson, Tim Gordine) – 4:36
5. サクリファイス "Sacrifice" (R. Robertson, Marius de Vries, Leonard Peltier) – 6:19
  - フィーチャリング：レナード・ペルティエ
6. ラトルボーン "Rattlebone" (R. Robertson, M. de Vries) – 4:26
7. ペヨーテ・ヒーリング "Peyote Healing" (Verdell Primeaux, Johnny Mike) – 6:10
  - フィーチャリング：Primeaux and Mike
8. イン・ザ・ブラッド "In the Blood" (R. Robertson, T. Gordine) – 4:35
9. ストンプ・ダンス（ユニティ） "Stomp Dance (Unity)" (R. Robertson, Jim Wilson) – 4:49
  - フィーチャリング：The Six Nations Women Singers
10. ザ・ライツ "The Lights" (R. Robertson, Howie B) – 5:46

### ボーナス・トラック
インターナショナル盤は14.のみ収録。日本盤CD(TOCP-50356)には4曲とも収録された。
1. ホリー・ヘル "Holy Hell" – 4:55
2. プレイ "Pray" – 4:03
3. メイキング・ア・ノイズ（ミッドナイト・スペシャル） "Making a Noise (Midnight Special)" – 7:02
4. テイク・ユア・パートナー・バイ・ザ・ハンド "Take Your Partner by the Hand (Red Alert Mix)" – 6:41

## 参加ミュージシャン
- ロビー・ロバートソン - ギター、ボーカル
- Leah Hicks-Manning - ボーカル(on #1)
- Joanne Shenandoah - ボーカル(on #2)
- James Biagody - ボーカル(on #2, #3, #6)
- リタ・クーリッジ - ボーカル(on #3, #9)
- Star Nayea - ボーカル(on #3, #9)
- ジャッキー・バード - ボーカル(on #3)
- アイヴァン・ネヴィル - ボーカル(on #3)
- クリー・サマー - ボーカル(on #3, #6)
- キャロライン・マッケンドリック - ボーカル(on #4, #8)
- ボニー・ジョー・ハント - ボーカル(on #5)
- Anthony Begay - ボーカル(on #5)
- Verdell Primeaux - ボーカル(on #7)
- Johnny Mike - ボーカル(on #7)
- プリシラ・クーリッジ - ボーカル(on #9)
- ローラ・サッターフィールド - ボーカル(on #9, #10)
- チーフ・ジェイク・トーマス - スポークン・ワード(on #2)
- レナード・ペルティエ - スポークン・ワード(on #5)
- Tudjaat - スロート・シンギング(on #6)
- ジェレミー・ショウ - キーボード、チューニング(on #1, #3, #10)
- ジュールス・ブルックス - キーボード(on #1)
- マリウス・デ・ヴライス - キーボード、プログラミング(on #2, #3, #5, #6, #7, #8)
- ティム・ゴーディン - キーボード、プログラミング(on #4, #8)
- ジョニー・ロックスター - プログラミング(on #1, #3, #8, #10)
- アンドリュー・シェップス - プログラミング(on #9)
- Vines Pvel - リ・プログラミング(on #9)
- ビル・ディロン - ギター(on #10)
- ジョエル・シアラー - ベース(on #9)
- ジェフリー・ゴードン - フレイム・ドラム(on #3)、ドラムス(on #7)、パーカッション(on #7, #9)
- ルパート・ブラウン - ドラムス(on #4)
- ベニート・コンチャ - ドラムス(on #5)
- ジム・ウィルソン - ドラムス(on #7)、パーカッション(on #7)、キーボード(on #9)、プログラミング(on #9)
- Maztl Galindo - フルート(on #5)
- デヴィッド・キャンベル - ストリングス・アレンジ(on #3)